# Maxima
El sistema d'àlgebra computacional Maxima és un motor de càlcul simbòlic escrit en llenguatge Lisp publicat sota llicència GNU GPL.
Compta amb un ampli conjunt de funcions per fer manipulació simbòlica de polinomis, matrius, funcions racionals, integració, derivació, maneig de gràfics en 2D i 3D, maneig de nombres de coma flotant molt grans, expansió en sèries de potències i de Fourier, entre altres funcionalitats. A més té un depurador a nivell de font per al codi de Maxima.
Maxima està basat en el sistema original de MACSYMA desenvolupat per MIT en els anys 70. És bastant fiable, té un bon recol·lector d'escombraries, pel que no desaprofita memòria. Ve amb centenars d'auto proves (test-suite).
Maxima funciona en mode consola, però també té la  interfícies gràfiques xMaxima i wxMaximaper facilitar el seu ús.
L'editor de text científic GNU TeXmacs també pot ser usat per facilitar una interfície gràfica d'usuari per a Maxima. Altres opcions són, imaxima, i el mode interactiu de Emacs. També pot fer ús de la interfície gràfica de SAGE, que facilita la seva integració amb altres eines CAS.
Com està escrit en Common Lisp és fàcilment accessible per a la programació, des de la capa inferior de Lisp pot anomenar-se a Maxima.

## Càlcul numèric
Com la majoria de sistemes  algebraics, Maxima s'especialitza en operacions simbòliques. A més, ofereix capacitats numèriques especials com són els nombres enters i racionals que poden créixer en grandària només limitat per la memòria de la màquina, i nombres reals en coma flotant amb una precisió pot ser arbitràriament llarga (bfloat).
Per càlculs intensius en reals de coma flotant, Maxima ofereix la possibilitat de generar codi en llenguatges de programació com Fortran, que potser s'executin de manera més eficient.
Maxima és un sistema de propòsit general, com a tal els càlculs especials com la factorització de nombres grans, la manipulació de polinomis extremadament grans, etc. són normalment realitzats de forma més eficient i ràpida en sistemes especialitzats.

## Alternatives

### Programari lliure
- Axiom
- GAP
- SINGULAR
- Octave
- Scilab
- R
- Macaulay2

### Programari privatiu
- MuPAD
- SPSS
- Mathematica
- Maple
- Matlab
- WIRIS